# Jaime Gilinski Bacal

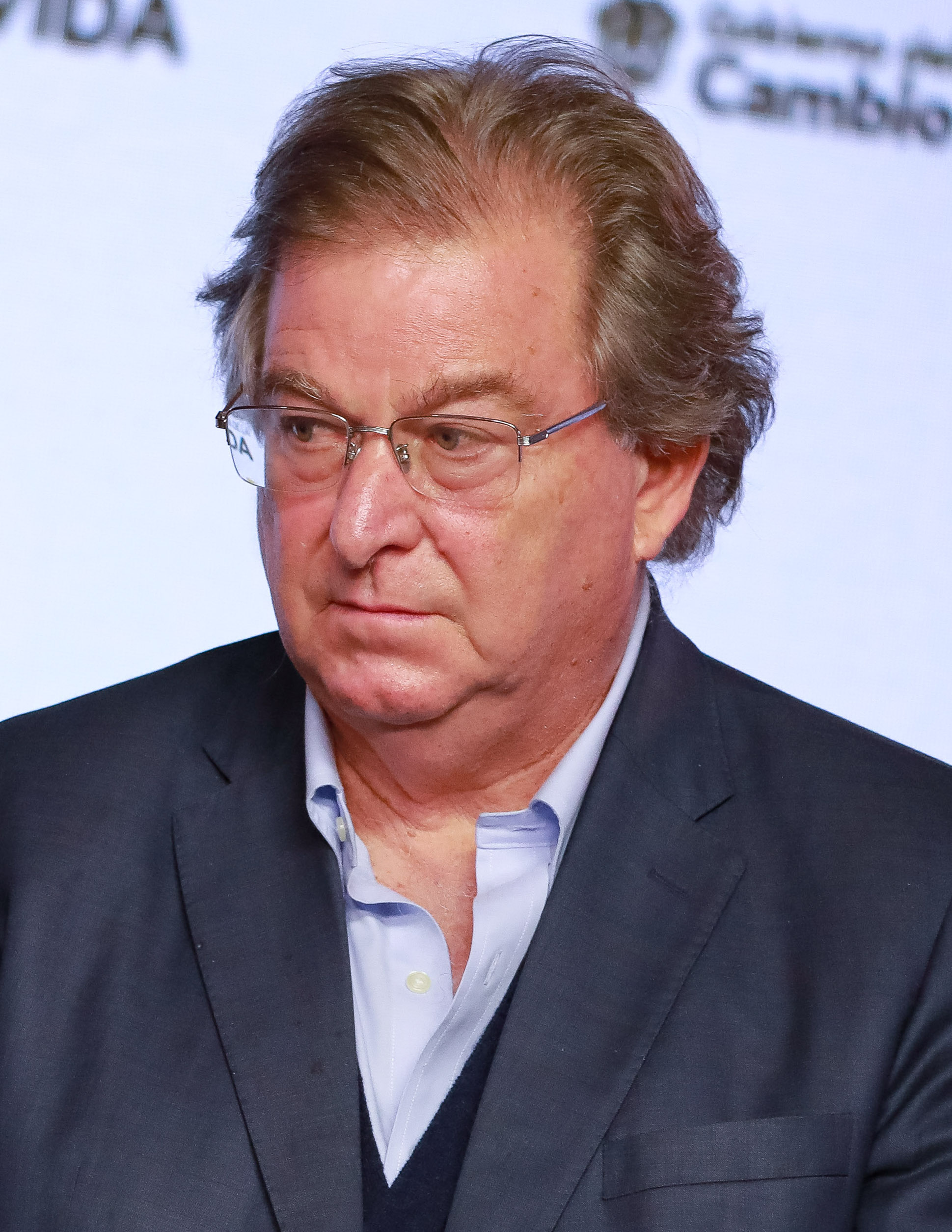
Jaime Gilinski Bacal, 2024

Jaime Gilinski Bacal (* 14. Dezember 1957 in Cali, Valle del Cauca) ist ein in London lebender kolumbianischer Projektentwickler, Banker und Milliardär und gilt als einer der erfolgreichsten Banker Lateinamerikas. Er baute die Banco GNB Sudameris durch eine Reihe von Akquisitionen zu einer multinationalen Bank mit neun Milliarden US-Dollar Vermögenswerten auf. Im Jahr 2003 kaufte er Besitzstände der italienischen Intesa Sanpaolo, später fusionierte sie mit Banco Tequendama aus Peru und einem ATM-Netzwerk in Kolumbien namens Servibanca. Heute ist die Banco GNB Sudameris in Kolumbien, Paraguay und Peru tätig.

## Biografie
Jaime Gilinski ist in Cali innerhalb einer Familie jüdischer Abstammung mit Wurzeln in Litauen geboren. Er ist der Sohn von Isaac Gilinski Sragovicz und Perle Bacal. Sein Vater lebt in Miami. Gilinski ging an der Hebräischen Schule Jorge Isaacs in Cali zur Schule und zog im Alter von 17 Jahren aus Kolumbien weg um am Georgia Institute of Technology Ingenieurwissenschaften zu studieren. Mit 23 machte er einen MBA an der Harvard Business School. Er bekannte einmal, dass er damals „nur wenig Englisch sprach aber dafür gut in der Mathematik war“. Seinen beruflichen Start erhielt er in der Fusions- und Akquisitionsabteilung von Morgan Stanley in den USA. Gilinskis Vater Isaac hatte zwei große Unternehmen in Kolumbien aufgebaut, den Snacks-Hersteller Yupi und die Plastikfirma Rimax, die der Familie die finanzielle Basis gab, um für eine teure U.S.-Ausbildung aufzukommen.
Gilinski besitzt auch eine Beteiligung von 5 % an der börsennotierten Banco Sabadell, der viertgrößten privaten Bankengruppe in Spanien. In Panama arbeitete Gilinski mit den britischen Milliardärsbrüdern Ian und Richard Livingstone zusammen, um Panama Pacifico zu entwickeln, eine 4,45 Hektar große Projektentwicklung auf dem ehemaligen US-Luftwaffenstützpunkt Howard Air Force Base, der strategisch am Ufer des Panamakanals gelegen ist. Das Projekt beherbergt heute mehr als 270 multinationale Mieter, darunter 3M, Dell und Caterpillar. Gilinski besitzt auch Hotels in Bogotá und Cartagena.
Nach Angaben des US-amerikanischen Bloomberg Billionaires Index ist Gilinski mit 4,23 Milliarden US-Dollar Vermögen 2018 als drittreichster Kolumbianer gelistet.